# Deus
«Deus» (укр. «Деус») — студійний альбом італійського співака та кіноактора Адріано Челентано, що вийшов 1981 року під лейблами «Clan Celentano» і «Ariola».

## Про альбом
Альбом Челентано «Deus» є збіркою кавер-версій (триб'ют-альбом) італійською мовою до пісень англомовних виконавців. Титульна пісня «Deus» — італійська кавер-версія на слова Челентано до композиції «Day-O (Banana Boat Song)» американського співака і актора Гаррі Белафонте. «Crazy Movie» — італійська версія пісні американського виконавця Артура Крудапа. Композиція «Quando» — кавер-версія пісні Джо Мальбо. Пісня «L'Artigiano» — італійська версія на слова Челентано композиції «High time we went» Кріса Стейтона і Джо Кокера. Пісня «L'Estate È Già Qua» — італійська версія композиції американських піснярів Ела Льюїса і Ларрі Стока. «Dove vai Jack?» — це італійськомовна версія всесвітньовідомої композиції Рея Чарльза «Hit the Road Jack». «Mi fanno ridere» являє собою італійську версію пісні Джона Мараскалько і Роберта Блеквелла — «Rip it Up», що стала відома завдяки виконанню її Літлом Річардом. Остання композиція альбому «L'Ora Del Rock» — італійська версія пісні Білла Гейлі.
У створені італійських версій пісень, крім Адріано Челентано, брали участь Пінуччіо Піраццолі, Крістіано Мінеллоно, Лучано Беретта, Лео К'йоссо і близький друг співака Мікі Дель Прете, який також став продюсером альбому. Це перший альбом Челентано, аранжування до якого створив Пінуччіо Піраццолі, згодом він взяв участь у записі серії дисків 1980-х років.
Музика альбому представлена такими напрямами як: рок-н-рол, поп-рок і регі. Платівка посідала 5 позицію в чарті «Топ-100» найкращих альбомів Італії 1981 року. Назва альбому — слово «Deus» в перекладі з латинської мови означає: «бог», «божество».
Композиція «Crazy movie» («Божевільна кінокартина») також звучала у фільмі «Шалено закоханий» (у сцені, коли герой Челентано їде по вулиці на роликових ковзанах). До пісень «Deus» і «L'artigiano» створено телевистави, які демонструвалися Адріано Челентано в передачі «Трохи артист, трохи ні» на каналі Rai 1 у 1981 році. 1995 року в альбомі Челентано «Alla corte del remix» був виданий ремікс на пісню «Deus». Пісню «L'artigiano» («High time we went») Челентано також виконував разом з Джо Кокером на телешоу «Francamente me ne infischio» у жовтні 1999 року, також на телеканалі Rai 1.
Шість пісень альбому виходили як сингли на LP-платівках у 45 обертів. Пісня «L'artigiano» випускалася в Італії, Німеччині, Нідерландах і Франції. Пісня «Mi Fanno Ridere» — в Італії і Франції. Пісня «Deus» — в Італії, Німеччині і Франції. Пісня «L'estate è già qua» — в Італії і Франції. Також в Італії виходила платівка з піснями «Crazy Movie» і «Quando».
Спочатку альбом вийшов на LP в Італії, Іспанії, Німеччині, Франції і Туреччині. Починаючи з 1995 року збірка видавалася на CD-дисках.

## Трек-лист
Сторона «А»
| #  | Назва                                           | Автор                                 | Автор оригіналу                   | Тривалість |
| -- | ----------------------------------------------- | ------------------------------------- | --------------------------------- | ---------- |
| 1. | «Deus» (Деус)                                   | Адріано Челентано, Пінуччіо Піраццолі | Гаррі Белафонте                   | 5:41       |
| 2. | «Mi fanno ridere» (Вони змушують мене сміятися) | Крістіано Мінеллоно                   | Джон Мараскалко, Роберта Блекуелл | 4:23       |
| 3. | «Crazy movie» (Шалена кінокартина)              | Крістіано Мінеллоно                   | Артур Крудап                      | 2:19       |

Сторона «Б»
| #     | Назва                               | Автор                                | Автор оригіналу                            | Тривалість |
| ----- | ----------------------------------- | ------------------------------------ | ------------------------------------------ | ---------- |
| 4.    | «Quando» (Коли)                     | Крістіано Мінеллоно, Мікі Дель Прете | Джо Мальбо                                 | 3:45       |
| 5.    | «L'Artigiano» (Майстер)             | Адріано Челентано                    | Джо Кокер, Кріс Стейнтон                   | 7:12       |
| 6.    | «L'estate è già qua» (Літо вже тут) | Лео К'йоссо                          | Ел Льюїс, Ларрі Сток, Вінсент Роуз         | 2:35       |
| 7.    | «Dove vai Jack?» (Куди йдеш, Джек?) | Лео К'йоссо                          | Персі Мейфілд                              | 3:23       |
| 8.    | «L'ora del rock» (Година року)      | Лучано Беретта, Мікі Дель Прете      | Білл Гейлі, Біллі Вільямсон, Джонні Гранде | 2:22       |
| 31:39 |                                     |                                      |                                            |            |

## Учасники запису
- Вокал — Адріано Челентано
- Аранжування — Пінуччіо Піраццолі
- Бас — Джіджі Каппеллотто
- Хорова група — Адріано Челентано (трек: A1), Міммо Сеччіа (трек: A1), Паоло Стеффан (трек: A1), Пінуччіо Піраццолі (трек: A1), Пенато Пареті (трек: A1), Сільвано Фоссаті (трек: A1)
- Ударні — Тулліо Де Піскопо
- Електрогітара — Клаудіо Бадзаррі, Паоло Стеффан, Пінуччіо Піраццолі
- Інженери — Джамба, Ніно Лоріо, Паоло Боккі
- Клавішні — Гаетано Леандро
- Мастерінг — DD
- Мікшування — Паоло Боккі
- Фотографування — Вінченціно
- Продюсер — Мікі Дель Прете
- Запис — Bach Studio і Regson Studio
- Мікшування — Regson Studio

## Видання

### Альбом
| Назва                            | Лейбл                     | Маркування           | Країна    | Рік      |
| -------------------------------- | ------------------------- | -------------------- | --------- | -------- |
| Deus (LP, Album)                 | Clan Celentano            | CLN 20257            | Італія    | 1981     |
| Deus (Cass, Album)               | Clan Celentano            | 30 CLN 20257         | Італія    | 1981     |
| Deus (LP, Album)                 | Ariola, Ariola            | I⋄203 760, I.203.760 | Іспанія   | 1981     |
| Deus (LP, Album)                 | Ariola, Ariola            | 203 760, 203 760—320 | Німеччина | 1981     |
| Deus (LP, Album)                 | Ariola                    | 203 760              | Франція   | 1981     |
| Deus (LP, Album)                 | Hit (5)                   | 1053                 | Туреччина | 1981     |
| Deus (CD, Album, RE)             | Clan Celentano            | SP 60952             | Італія    | 1995     |
| Deus (CD, Album, RE)             | Clan Celentano, BMG       | 74321 31472 2        | Європа    | 1995     |
| Deus (CD, Album, RE)             | Clan Celentano            | CLN 20262            | Італія    | 2002     |
| Deus (CD, Album, RE)             | Clan Celentano, Universal | CLN 2026             | Італія    | 2002     |
| Deus (CD, Album, RE)             | Universal                 | 3259130005059        | Італія    | 2012     |
| Deus (CD, Album)                 | Clan Celentano            | 903170199-2          | Італія    | невідомо |
| Deus (CD, Album, RE, Unofficial) | Clan Celentano (2)        | 9031 70199-2         | Росія     | невідомо |

### Сингли
| Назва                                                       | Лейбл          | Маркування           | Країна     | Рік  |
| ----------------------------------------------------------- | -------------- | -------------------- | ---------- | ---- |
| L'artigiano (1ª parte)/L'artigiano (2ª parte) (7")          | Clan Celentano | CLN 10326            | Італія     | 1981 |
| L'artigiano (1ª parte)/L'artigiano (2ª parte) (7", Jukebox) | Clan Celentano | YD 587               | Італія     | 1981 |
| L'artigiano (1ª parte)/L'artigiano (2ª parte) (7", Single)  | Ariola, Ariola | 103 256, 103 256—100 | Німеччина  | 1981 |
| Mi Fanno Ridere/L'Artigiano (7", Single)                    | Ariola         | 102 812              | Франція    | 1981 |
| L'Artigiano (7", Single)                                    | Ariola, Ariola | 103 256, 103 256—100 | Нідерланди | 1981 |
| Deus/Mi Fanno Ridere (7", Jukebox)                          | Clan Celentano | YD 592               | Італія     | 1981 |
| Deus/L'artigiano (12", Maxi)                                | Ariola         | 600391-213           | Німеччина  | 1981 |
| Deus/L'Estate È Già Qua (7")                                | Arabella       | 103653               | Франція    | 1981 |
| Deus/L'Estate È Già Qua (7")                                | Ariola         | 103653               | Італія     | 1981 |
| Deus/L'artigiano (Vinyl, 12", 45 RPM)                       | Ariola         | CLN 10326            | Німеччина  | 1981 |
| Crazy Movie/Roma Che Fa… Te Innamora (7")                   | Clan Celentano | CLN 10371            | Італія     | 1982 |
| Crazy Movie/Roma Che Fa… Te Innamora (7", Single)           | Ariola, Ariola | 104 422, 104 422—100 | Європа     | 1982 |
| Crazy Movie/Quando (7", Jukebox)                            | Clan Celentano | YD 610               | Італія     | 1982 |